# Mokřady u Těšetic
Mokřady u Těšetic este o arie protejată (sit de importanță comunitară — SCI) din Republica Cehă întinsă pe o suprafață de 14,69 ha, integral pe uscat.

## Localizare
Centrul sitului Mokřady u Těšetic este situat la coordonatele 50°09′25″N 13°06′09″E / 50.156944°N 13.1025°E.

## Înființare
Situl Mokřady u Těšetic a fost declarat sit de importanță comunitară în noiembrie 2009 pentru a proteja 1 specie de animale.

## Biodiversitate
Situată în ecoregiunea continentală, aria protejată nu include niciun habitat protejat.
La baza desemnării sitului se află o specie protejată de  nevertebrate: fluturele auriu (Euphydryas aurinia).